# Coenotephria deletata
Coenotephria deletata là một loài bướm đêm trong họ Geometridae.